# Movimento de Libertação do Congo
Movimento de Libertação do Congo (em francês:  Mouvement de libération du Congo, MLC) é um partido político da República Democrática do Congo. Anteriormente, durante a Segunda Guerra do Congo, foi um grupo rebelde armado que lutou contra o governo. Mais tarde, participou do governo de transição nascido depois da guerra e atualmente é um partido de oposição.
Nasceu em 30 de setembro de 1998 como um levante contra o regime. A maioria de seus líderes eram adeptos exilados de Mobutu Sese Seko na República do Congo e na República Centro-Africana. Durante a guerra, o Movimento para a Libertação do Congo foi respaldado por Uganda e se apoderou da maior parte do norte do país, especialmente na província de Equador. Sua base de operações estava em Gebadolite. Seu líder é o ex-empresário Jean-Pierre Bemba, que após os acordos de paz de 2002 tornou-se vice-presidente.